# Élisabeth de Gaulle
Élisabeth Jacqueline Marie Agnès de Gaulle (15. května 1924 v Paříži – 2. dubna 2013 tamtéž) byla dcera Charlese de Gaulla a jeho manželky Yvonne a manželka generála Alaina de Boissieu.

## Životopis
Dne 2. ledna 1946 se Élisabeth Jacqueline Marie Agnès de Gaulle provdala za Alaina de Boissieu, kterého potkala v Londýně, tehdy člena vojenského kabinetu generála de Gaulla. Církevní svatba se konala v kapli kláštera misionářských bratří kongregace Notre-Dame de Sion v Paříži. Měli dceru Annu narozenou v roce 1959, pozdější manželku Étienna Aubergy-Brossiera de Laroullière. Élisabeth de Gaulle v letech 1979–1988 předsedala Nadaci Anne de Gaulle.
Élisabeth de Gaulle zemřela dne 2. dubna 2013, její pohřeb se konal 6. dubna v kostele Saint-Louis-des-Invalides v Paříži. Poté byla pohřbena na hřbitově v Colombey-les-Deux-Églises.